# Ben van Lieshout
 (janvier 2019).
Si vous disposez d'ouvrages ou d'articles de référence ou si vous connaissez des sites web de qualité traitant du thème abordé ici, merci de compléter l'article en donnant les références utiles à sa vérifiabilité et en les liant à la section « Notes et références ».
Pour les articles homonymes, voir Van Lieshout.
Ben van Lieshout, né en 1951 à Helmond, est un réalisateur, producteur et scénariste néerlandais.

## Filmographie
- 1990 : Passengers[2]
- 1997 : Le Passager clandestin
- 1999 : The Zone[3]
- 2004 : Petersburg Places and Paintings[4]
- 2008 : The Muse (nl)[5]
- 2015 : Sketches of Siberia [6]